# Shaun (nhạc sĩ)
Đây là một tên người Triều Tiên, họ là Kim.
Kim Yun-ho (tiếng Hàn: 김윤호; sinh ngày 12 tháng 1 năm 1990), được khán giả biết đến phổ biến với nghệ danh Shaun (tiếng Hàn: 숀), là một ca sĩ kiêm sáng tác nhạc, nhà sản xuất âm nhạc và DJ người Hàn Quốc. Anh xuất hiện lần đầu tiên vào năm 2010 với tư cách là người chơi đàn piano và ca sĩ solo trong ban nhạc rock The Koxx. Bản Hit EDM của anh ra mắt vào tháng 7 năm 2018 - Way Back Home, đã gây sốt trong cộng đồng K-pop nói riêng và làng âm nhạc châu Á nói chung, từng nhiều lần lọt vào top dẫn đầu trên các bảng xếp hạng âm nhạc lớn, uy tín tại Hàn Quốc đồng thời đưa tên tuổi của Shaun lên một tầm cao mới.

## Danh sách đĩa nhạc

### Đĩa mở rộng
| Tên                                 | Thông tin album | Vị trí cao nhất | Doanh số |
| Tên                                 | Thông tin album | KOR             | Doanh số |
| ----------------------------------- | --- | --------------- | -------- |
| Take                                | - Phát hành: 27 tháng 6 năm 2018 - Hãng thu âm: DCTOM Entertainment, Warner Music Korea - Định dạng: CD, tải xuống trực tuyến Bài hát 1. Way Back Home 2. Thinking of You (생각나) (feat. OVAN & SUMIN) 3. Nocturnal (야행성) 4. Arirang (아리랑) | —               | —        |
| Hello                               | - Phát hành: 1 tháng 1 năm 2019 - Hãng thu âm: DCTOM Entertainment, Warner Music Korea - Định dạng: CD, tải xuống trực tuyến Bài hát 1. Traveler 2. Bad Habits (습관) 3. Terminal (터미널)                                                        | —               | —        |
| "—" là không có trên bảng xếp hạng. | |                 |          |

### Remix
| Tên                       | Thông tin album | Vị trí cao nhất | Doanh số |
| Tên                       | Thông tin album | KOR             | Doanh số |
| ------------------------- | --- | --------------- | -------- |
| Bring The Bounce          | - Phát hành: 3 tháng 12 năm 2015 - Hạng thu âm: DCTOM Entertainment, Warner Music Korea - Định dạng: CD, tải xuống trực tuyến Bài hát 1. Bring The Bounce (Original Mix) 2. When It Drops (Original Mix)                                                                                     | —               | —        |
| Way Back Home The Remixes | - Phát hành: 16 tháng 12 năm 2018 - Hãng thu âm: DCTOM Entertainment, Warner Music Korea - Định dạng: CD, tải xuống trực tuyến Bài hát 1. Way Back Home (Mosimann Remix) 2. Way Back Home (Advanced Remix) 3. Way Back Home (Mav Remix) 4. Way Back Home (Inst.) 5. Way Back Home (Acapella) | —               | —        |

### Đĩa đơn
| Tên                                                                       | Năm                          | Vị trí cao nhất              | Vị trí cao nhất              | Album                        |
| Tên                                                                       | Năm                          | KOR Gaon                     | KOR Hot                      | Album                        |
| Với tư cách là nghệ sĩ chính                                              | Với tư cách là nghệ sĩ chính | Với tư cách là nghệ sĩ chính | Với tư cách là nghệ sĩ chính | Với tư cách là nghệ sĩ chính |
| ------------------------------------------------------------------------- | ---------------------------- | ---------------------------- | ---------------------------- | ---------------------------- |
| "Falling Into" (Radio Edit)                                               | 2015                         | —                            | —                            | Không có album               |
| "Falling Into" (Original Mix)                                             | 2016                         | —                            | —                            | Không có album               |
| "Silence" (Original Mix)                                                  | 2017                         | —                            | —                            | Không có album               |
| "Dream"                                                                   | 2017                         | —                            | —                            | Không có album               |
| "I Remember" (hợp tác cùng Ovan, Sumin)                                   | 2018                         | —                            | —                            | Take                         |
| "Way Back Home"                                                           | 2018                         | 1                            | 1                            | Take                         |
| "Bad Habits"                                                              | 2019                         | 16                           | 15                           | Hello                        |
| Với tư cách là nghệ sĩ hợp tác                                            |                              |                              |                              |                              |
| "Bring the Beat" (2014 World DJ Festival Anthem) (cùng Arikama & Juncoco) | 2014                         | —                            | —                            | Không có album               |
| "Bring the Bounce" (Original Mix) (cùng Vandal Rock)                      | 2015                         | —                            | —                            | Bring The Bounce             |
| "Yeah Ah Gang" (hợp tác với Revibe) (cùng Epiik & Vandal Rock)            | 2018                         | —                            | —                            | Không có album               |
| "Way Back Home" (Sam Feldt Edit) (hợp tác cùng Conor Maynard)             | 2018                         | —                            | —                            | Không có album               |
| Với tư cách là nghệ sĩ đặc trưng                                          |                              |                              |                              |                              |
| "Twenty" (Ovan hợp tác cùng)                                              | 2018                         | 78                           | 80                           | Không có album               |

## Giải thưởng

### Korean Popular Music Awards
| Năm  | Hạng mục   | Bài hát         | Kết quả   |
| ---- | ---------- | --------------- | --------- |
| 2018 | Best R&B   | "Way back Home" | Đề cử     |
| 2018 | Best Indie | "Way back Home" | Đoạt giải |

### Melon Music Awards
| Năm  | Hạng mục         | Bài hát         | Kết quả |
| ---- | ---------------- | --------------- | ------- |
| 2018 | Song of the Year | "Way back Home" | Đề cử   |
| 2018 | Best Indie       | "Way back Home" | Đề cử   |

### Golden Disc Awards
| Năm  | Hạng mục         | Bài hát/Người   | Kết quả |
| ---- | ---------------- | --------------- | ------- |
| 2018 | Digital Daesang  | "Way back Home" | Đề cử   |
| 2018 | Popularity Award | Shaun           | Đề cử   |

### Music Programs Awards

#### Music Bank
| Năm  | Ngày       | Bài hát         |
| ---- | ---------- | --------------- |
| 2018 | 10 tháng 8 | "Way back Home" |